# Кики (Ласький повіт)
Кики (пол. Kiki) — село в Польщі, у гміні Водзеради Ласького повіту Лодзинського воєводства.
Населення — 127 осіб (2011).
У 1975-1998 роках село належало до Серадзького воєводства.

## Демографія
Демографічна структура станом на 31 березня 2011 року:
|          | Загалом | Допрацездатний вік | Працездатний вік | Постпрацездатний вік |
| -------- | ------- | ------------------ | ---------------- | -------------------- |
| Чоловіки | 67      | 16                 | 45               | 6                    |
| Жінки    | 60      | 14                 | 33               | 13                   |
| Разом    | 127     | 30                 | 78               | 19                   |